# Federal de galons
El federal de galons (Agelasticus thilius) és una espècie d'ocell de la família dels ictèrids (Icteridae) que habita aiguamolls del sud-est del Perú, centre i sud-oest de Bolívia, Uruguai, Xile, nord i centre de l'Argentina i zona limítrofa del sud-est del Brasil.